# Stiphodon tuivi
Stiphodon tuivi är en fiskart som beskrevs av Watson, 1995. Stiphodon tuivi ingår i släktet Stiphodon och familjen smörbultsfiskar. IUCN kategoriserar arten globalt som livskraftig. Inga underarter finns listade i Catalogue of Life.